# Tylecodon viridiflorus
Tylecodon viridiflorus är en fetbladsväxtart som först beskrevs av H. Tölken, och fick sitt nu gällande namn av H. Tölken. Tylecodon viridiflorus ingår i släktet Tylecodon och familjen fetbladsväxter. Inga underarter finns listade i Catalogue of Life.